# Liste der Biografien/Brin
Liste der Biografien |
Portal Biografien |
Personensuche
# |
A |
B |
C |
D |
E |
F |
G |
H |
I |
J |
K |
L |
M |
N |
O |
P |
Q |
R |
S |
T |
U |
V |
W |
X |
Y |
Z |
?
 
Ba |
Be |
Bd |
Bg |
Bh |
Bi |
Bj |
Bl |
Bm |
Bn |
Bo |
Br |
Bs |
Bu |
Bw |
By |
Bz
 
Bra |
Brc |
Brd |
Bre |
Brg |
Bri |
Brj |
Brk |
Brl |
Brn |
Bro |
Brp–Brt |
Bru |
Brv |
Bry |
Brz
 
Bria |
Brib |
Bric |
Brid |
Brie |
Brif |
Brig |
Brij |
Brik |
Bril |
Brim |
Brin |
Brio |
Briq |
Brir |
Bris |
Brit |
Briv |
Briw |
Brix |
Briz
Die Liste der Biografien führt alle Personen auf, die in der deutschsprachigen Wikipedia einen Artikel haben. Dieses ist eine Teilliste mit 382 Einträgen von Personen, deren Namen mit den Buchstaben „Brin“ beginnt.

## Brin
- Brin, Benedetto (1833–1898), italienischer Admiral und Politiker, Mitglied der Camera
- Brin, David (* 1950), US-amerikanischer Science-Fiction-Autor
- Brin, Deborah (* 1953), US-amerikanische Rabbinerin
- Brin, León, uruguayischer Politiker
- Brin, Maks (* 1884), polnischer Schauspieler
- Brin, Michael (* 1947), russisch-US-amerikanischer Mathematiker
- Brin, Sergey (* 1973), US-amerikanischer Informatiker und UnternehmerSergey Brin (* 1973)

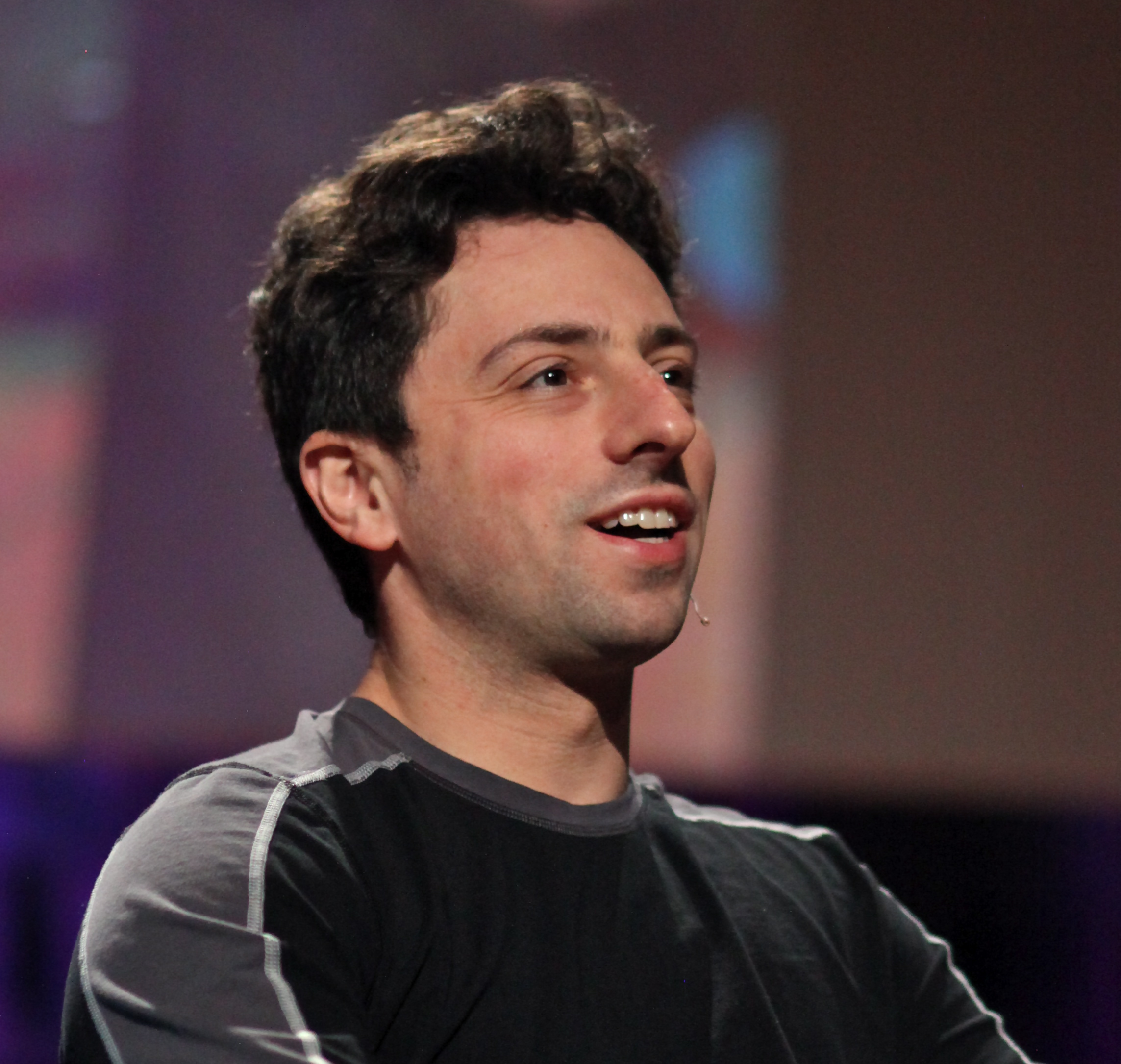
Sergey Brin (* 1973)

### Brina
- Brina, Francesco del († 1586), italienischer Maler des Manierismus
- Brina, Nico (* 1969), Schweizer Pianist und Sänger

### Brinc
- Brincard, Henri (1939–2014), französischer Augustiner-Chorherr, Bischof von Le Puy-en-Velay
- Brincat, Joe (* 1970), maltesischer Fußballspieler
- Brincat, Paul, australischer Tontechniker
- Brinck, Christine (* 1943), deutsche Journalistin, Autorin und Übersetzerin
- Brinck, John (1908–1934), US-amerikanischer Ruderer
- Brinck, Niels (* 1974), dänischer Singer-Songwriter
- Brincken, Anna-Dorothee von den (1932–2021), deutsche Mediävistin
- Brincken, Egon von den (1835–1906), deutscher Diplomat
- Brincken, Ernst von den (1835–1895), deutscher Verwaltungs- und Ministerialbeamter
- Brincken, Gertrud von den (1892–1982), deutsche Schriftstellerin
- Brincken, Heinrich Benedict von den (1727–1783), Jurist, Königlich polnischer Kammerherr, kurländischer Landbotenmarschall und Landesdelegierter
- Brincken, Heinrich Christian von den (1648–1729), Landhofmeister des Herzogtums Kurland und Semgallen
- Brincken, Jacob Friedrich von den († 1791), kaiserlich-königlicher Feldmarschallleutnant
- Brincken, Johann von den, kurländischer Adliger
- Brincken, Lothar von den (1836–1908), preußischer Verwaltungsbeamter und Rittergutsbesitzer
- Brincken, Lydia (1884–1947), deutsche Bühnenschauspielerin
- Brincken, William Von (1881–1946), deutschstämmiger Schauspieler beim US-amerikanischen Film
- Brincker, Jan-Hendrik (* 1972), deutscher Unternehmer und Kommunalpolitiker
- Brincker, Peter Heinrich (1836–1904), deutscher Missionar in Deutsch-Südwestafrika
- Brinckerhoff, Burt (* 1936), US-amerikanischer Filmregisseur und Schauspieler
- Brinckhuyzen, Albert (* 1911), belgischer Jazzmusiker (Posaune)
- Brinckman, John (1814–1870), deutscher SchriftstellerJohn Brinckman (1814–1870)

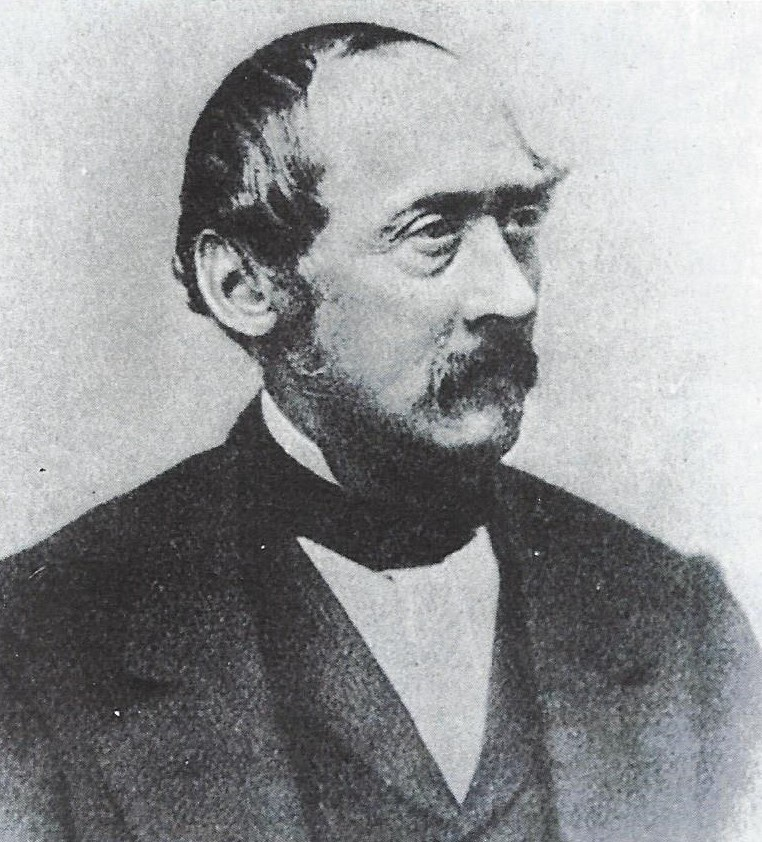
John Brinckman (1814–1870)

- Brinckman, Max (1846–1927), deutscher Unternehmer
- Brinckmann, Albert (1877–1924), deutscher Kunsthistoriker
- Brinckmann, Albert Erich (1881–1958), deutscher Kunsthistoriker
- Brinckmann, Alfred (1891–1967), deutscher Schachspieler und -autor
- Brinckmann, Carlotta (1876–1965), deutsche Weberin und Textilrestauratorin
- Brinckmann, Hanns (1934–2020), deutscher Radrennfahrer
- Brinckmann, Hans (* 1934), deutscher Jurist, Hochschullehrer und -präsident der Universität Kassel
- Brinckmann, Helmut (1912–1994), deutscher Bildhauer
- Brinckmann, Hermann (1830–1902), deutscher Landschaftsmaler und Illustrator der Düsseldorfer Schule
- Brinckmann, Hermann Theodor (1820–1905), Kaufmann und Konsul in Danzig
- Brinckmann, Johann August Leberecht (1791–1872), preußischer Generalmajor
- Brinckmann, Johann Ludewig Engelhard (1754–1822), deutscher Förster und Waldvogt
- Brinckmann, Johann Peter (1746–1785), deutscher Mediziner
- Brinckmann, Julius Erich Eberhard (1823–1903), sächsischer Generalmajor
- Brinckmann, Jürgen (* 1939), deutscher Fußballspieler
- Brinckmann, Justus (1843–1915), Kunsthistoriker und Gründer des Museum für Kunst und Gewerbe HamburgJustus Brinckmann (1843–1915)

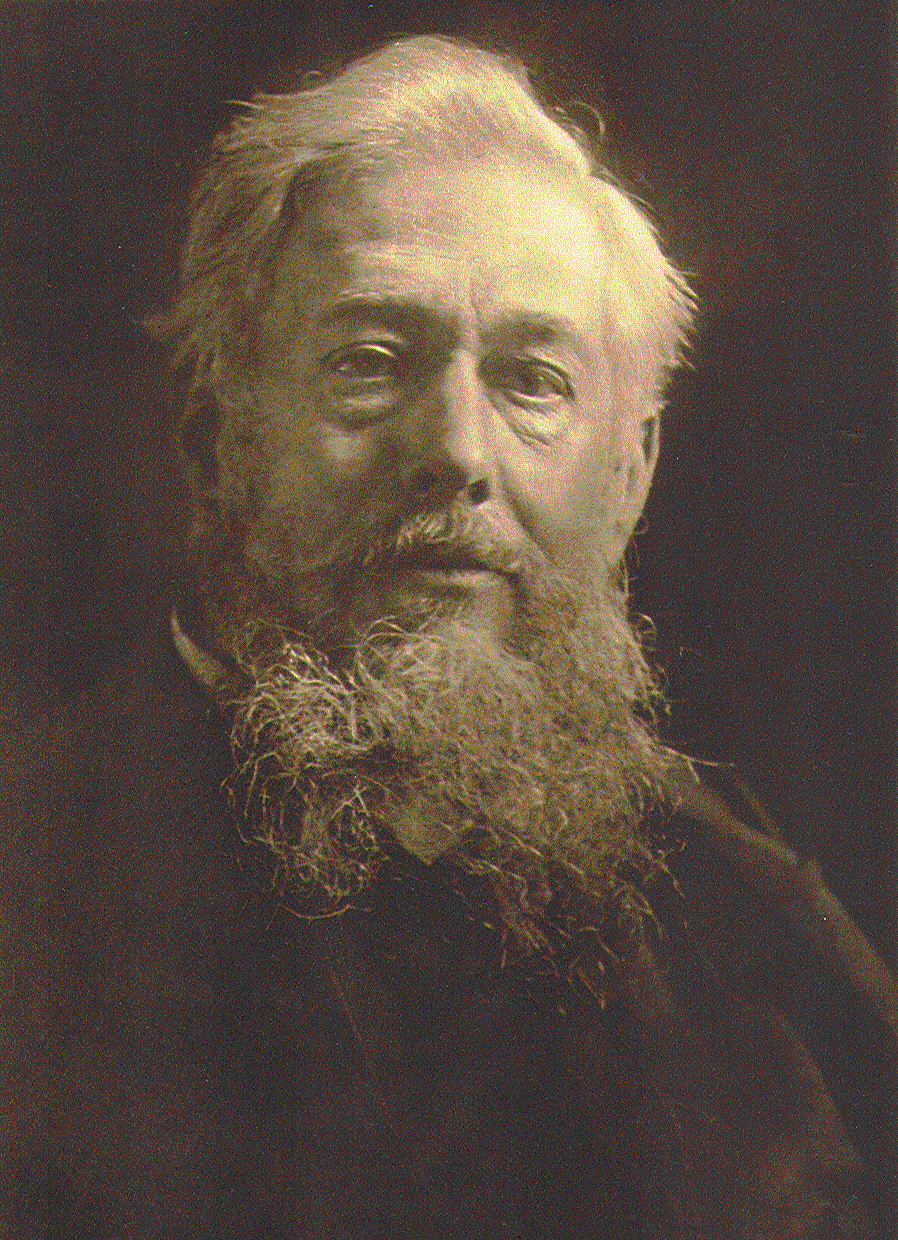
Justus Brinckmann (1843–1915)

- Brinckmann, Karl Gustav (1764–1847), schwedischer Diplomat und deutscher Dichter
- Brinckmann, Karl Heinrich Ludwig (1809–1855), deutscher Rechtswissenschaftler und Hochschullehrer
- Brinckmann, Maria (1869–1936), deutsche Weberin und Textilkünstlerin
- Brinckmann, Otto (1905–1970), deutscher Maler, Grafiker und Journalist
- Brinckmann, Philipp Hieronymus (1709–1760), Barocker Maler und Kupferstecher
- Brinckmann, Rudolf (1889–1974), deutscher Bankier und Politiker (MdL Schleswig-Holstein)
- Brinckmann, Wolfgang (1871–1930), deutscher Politiker (DDP), MdHB
- Brinckmann-Schmolling, Ute (1924–2014), deutsche Grafikerin und Malerin
- Brinckmeier, Eduard (1811–1897), deutscher Publizist, Schriftsteller und Privatgelehrter
- Brinckmeier, Jürgen (1935–1984), deutscher Journalist und Politiker (SPD), MdA, MdEP
- Brinckmeier, Marianne (* 1940), deutsche Politikerin (SPD), MdA
- Brinckmeier, Rudolf (1906–1986), deutscher lutherischer Pfarrer und Oberlandeskirchenrat

### Brind
- Brind, Bill (1933–2023), britisch-kanadischer Filmproduzent und Filmeditor
- Brind, Stephanie (* 1977), englische Squashspielerin
- Brind, William Darby († 1850), britischer Walfangkapitän
- Brind’Amour, Rod (* 1970), kanadischer Eishockeyspieler und -trainerRod Brind’Amour (* 1970)

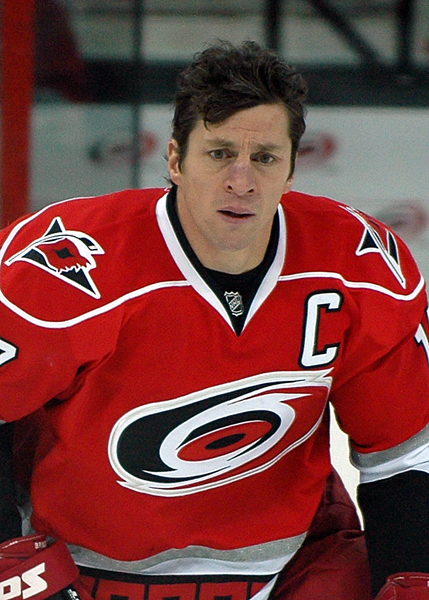
Rod Brind’Amour (* 1970)

- Brinded, Colin (1946–2005), englischer Snookerschiedsrichter
- Brindel, Bernard (1912–1997), US-amerikanischer Komponist, Musikpädagoge und Geiger
- Brindis De Salas, Virginia (1908–1958), uruguayische Dichterin
- Brindisi, Anthony (* 1978), US-amerikanischer Politiker
- Brindisi, Miguel (* 1950), argentinischer Fußballspieler
- Brindisi, Remo (1918–1996), italienischer Kunstschaffender, Kunstsammler
- Brindle, Alan (1915–2001), britischer Entomologe
- Brindle, Billy (* 1950), englischer Fußballspieler
- Brindley, Anna L. (* 1954), irische Prähistorikerin
- Brindley, George William (1905–1983), britisch-US-amerikanischer Mineraloge und Physiker
- Brindley, James (1716–1772), britischer Ingenieur
- Brindley, Maud Mary (1866–1939), englisch-britische Künstlerin und Suffragette
- Brindley, Tomas (* 2001), schottischer Fußballspieler
- Brindlinger, Wilhelm (1890–1967), deutscher Verwaltungsjurist, Kommunalpolitiker und Schriftsteller

### Brine
- Brine, David (* 1985), kanadisch-kroatischer Eishockeyspieler
- Brine, Steve (* 1974), britischer Journalist und Politiker (Conservative Party)
- Brinegar, Claude (1926–2009), US-amerikanischer Politiker
- Brinegar, Paul (1917–1995), US-amerikanischer Schauspieler
- Brinek, Gertrude (* 1952), österreichische Hochschullehrerin und Politikerin (ÖVP), Landtagsabgeordnete, Abgeordnete zum Nationalrat
- Brinek, Theodor junior (1921–2000), österreichischer Fußballspieler
- Brinek, Theodor senior (1898–1974), österreichischer Fußballspieler
- Brinell, Johan August (1849–1925), schwedischer Ingenieur
- Briner, Andres (1923–2014), Schweizer Musikhistoriker, Hochschullehrer und Kulturjournalist
- Briner, Emile (1879–1965), Schweizer Chemiker
- Briner, Jean (1876–1967), Schweizer Politiker (SP)
- Briner, Lukas (* 1991), Schweizer Jazz- und Improvisationsmusiker (Schlagzeug, Sampler, Komposition)
- Briner, Peter (* 1943), Schweizer Politiker (FDP)
- Briner, Robert (1885–1960), Schweizer Politiker
- Briner, Sibylle (* 1973), Schweizer Pianistin
- Briner, Verena (* 1951), Schweizer Ärztin und Hochschullehrerin
- Brines Garcia, Lluís (* 1971), katalanischer Forscher, dessen väterliche Familie aus Simat de la Valldigna (Safor) stammt
- Brines, Francisco (1932–2021), spanischer Dichter
- Briney, Christopher (* 1998), US-amerikanischer Filmschauspieler

### Bring
- Bring, Erland Samuel (1736–1798), schwedischer Mathematiker
- Bringas, Soni (* 2002), US-amerikanische Schauspielerin und Tänzerin
- Bringdal, Anders (* 1967), schwedischer Surfer und vielfacher Geschwindigkeitsrekordler
- Bringer, Karl-Heinz (1908–1999), deutscher Raketentechniker
- Bringewat, Peter (* 1946), deutscher Rechtswissenschaftler
- Bringezu, Anne (1898–1974), deutsche Politikerin (FDP), MdL
- Bringezu, Stefan (* 1958), deutscher Umweltwissenschaftler
- Bringmann, Fritz (1918–2011), deutscher Widerstandskämpfer
- Bringmann, Gerhard (* 1951), deutscher Chemiker
- Bringmann, Hermann (1936–2001), deutscher Sportlehrer und Sportfunktionär
- Bringmann, Hinrich (1888–1969), deutscher Politiker (SPD), MdBB
- Bringmann, Jens (* 1970), deutscher Comiczeichner
- Bringmann, Kathrin (* 1977), deutsche Mathematikerin
- Bringmann, Klaus (1936–2021), deutscher Althistoriker
- Bringmann, Martin (* 1970), deutscher Schauspieler
- Bringmann, Peter F. (* 1946), deutscher Filmregisseur
- Bringmann, Steffen (* 1964), deutscher Leichtathlet
- Bringmann, Tobias C. (* 1970), deutscher Historiker und Verbandsfunktionär
- Bringmann, Wolfgang (1933–2009), deutscher Psychologe
- Bringolf, Aurel (* 1987), Schweizer Handballspieler
- Bringolf, Hans Ormund (1876–1951), Schweizer Abenteurer
- Bringolf, Maya (* 1969), Schweizer bildende Künstlerin
- Bringolf, Walther (1895–1981), Schweizer Politiker (SP)Walther Bringolf (1895–1981)

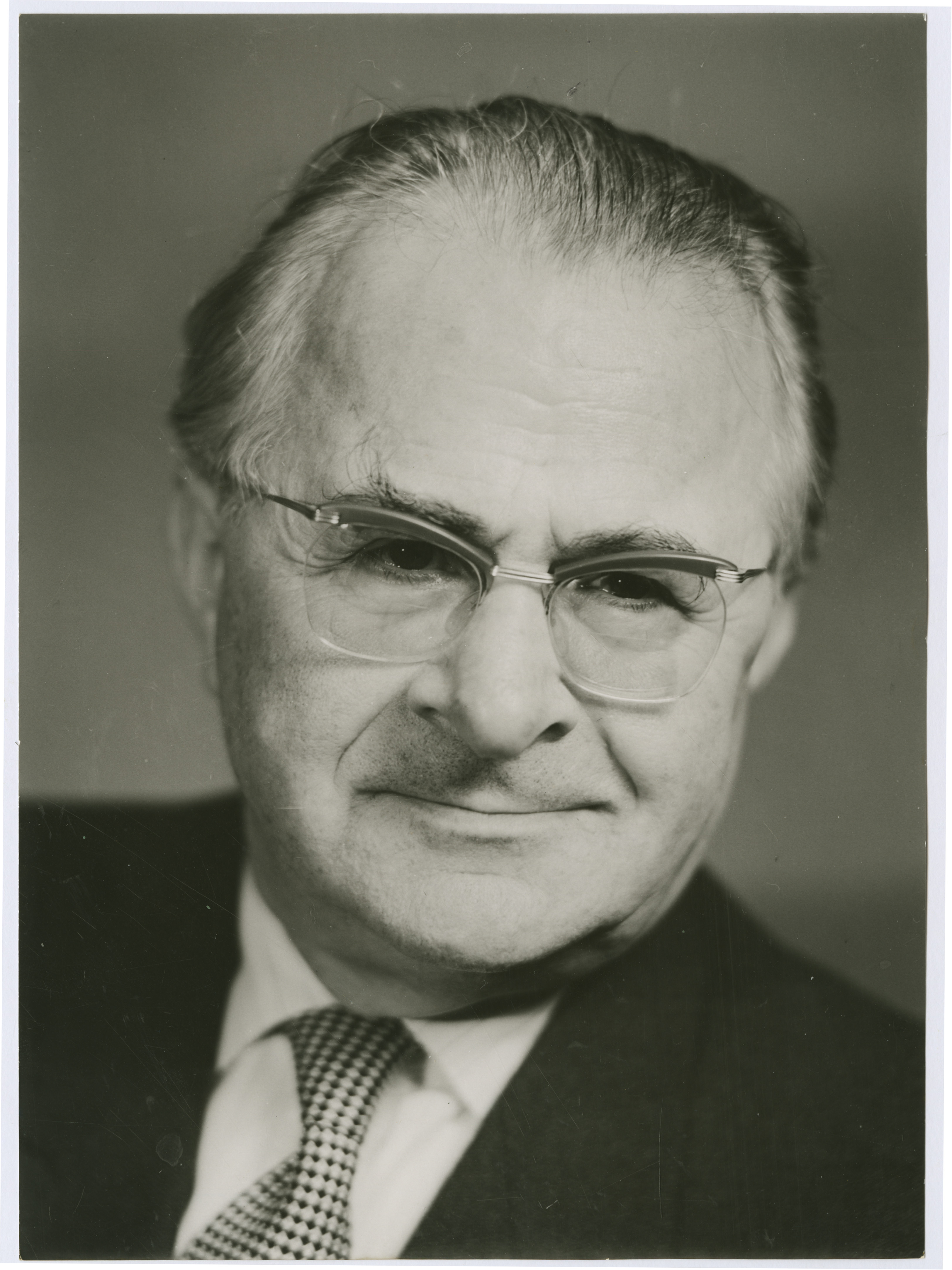
Walther Bringolf (1895–1981)

- Brings Plenty, Cole (1996–2024), US-amerikanischer Schauspieler
- Brings Plenty, Moses (* 1969), US-amerikanischer Schauspieler und Musiker
- Brings, Andy (* 1971), deutscher Rocksänger, Musiker, Produzent und Filmemacher
- Brings, Franz-Wilhelm (* 1960), deutscher Fußballspieler
- Brings, Ingeborg (* 1963), deutsche Fernsehschauspielerin
- Brings, Nicola, deutsche Sportlerin und Teilnehmerin an Special Olympics Weltspielen
- Brings, Peter (* 1964), deutscher Musiker und Komponist
- Brings, Rolly (* 1943), deutscher Musiker und Texter
- Brings, Stephan (* 1965), deutscher Musiker und Komponist
- Bringsværd, Tor Åge (1939–2025), norwegischer SchriftstellerTor Åge Bringsværd (1939–2025)

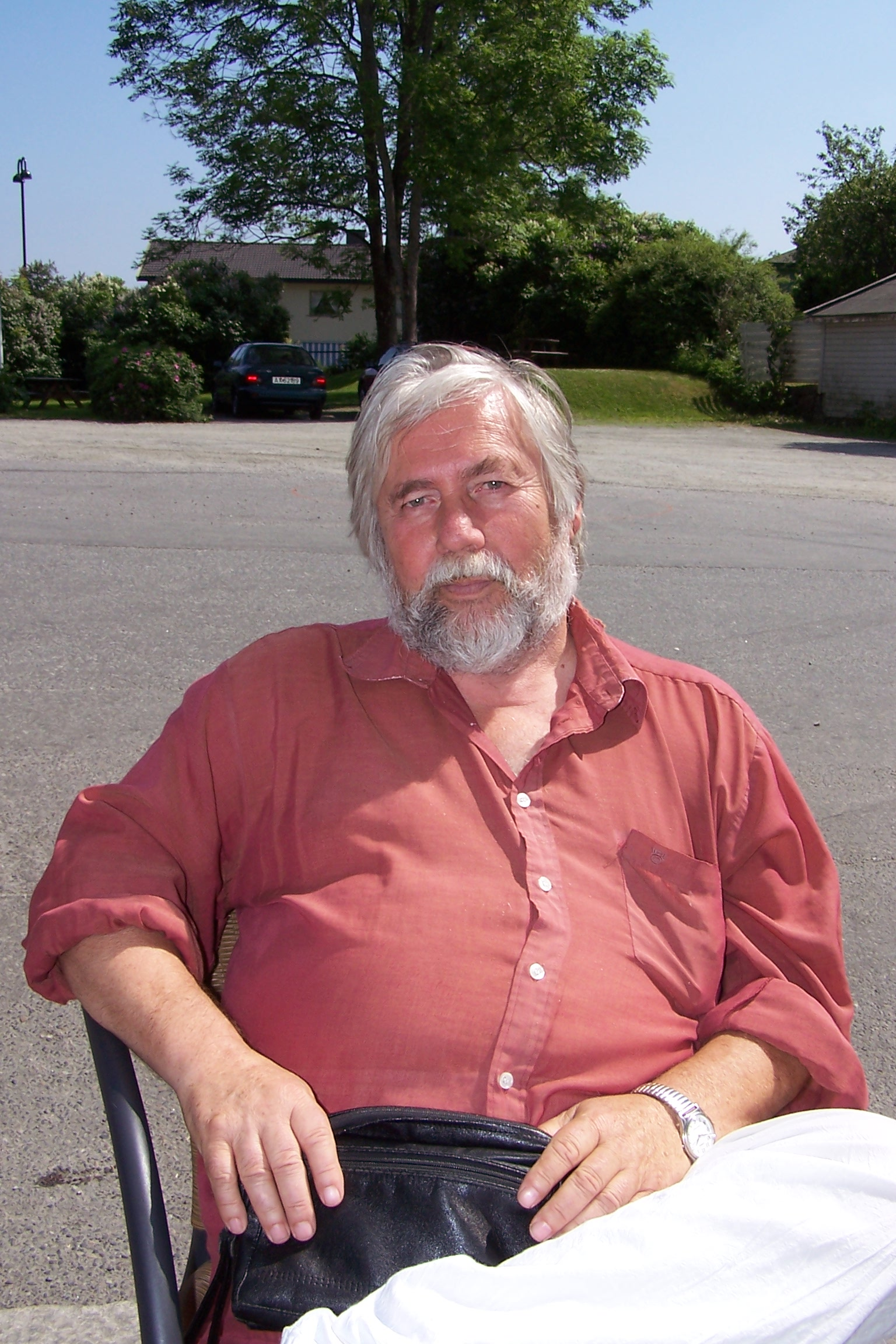
Tor Åge Bringsværd (1939–2025)

- Brínguez, Ariel (* 1982), kubanischer Jazzmusiker (Tenorsaxophon, Komposition)
- Bringuier, Carlos José (* 1934), kubanisch-amerikanischer Rechtsanwalt und politischer Aktivist
- Bringuier, Lionel (* 1986), französischer Dirigent und Cellist
- Bringuier, Nicolas (* 1980), französischer Pianist

### Brinh
- Brinham, Douglas (1934–2020), kanadischer Basketballspieler

### Brini
- Brini, Mario (1908–1995), italienischer Geistlicher, Kurienerzbischof der römisch-katholischen Kirche
- Brini, Mathilde (1919–2011), französische Chemikerin und Hochschullehrerin
- Brinis, Nesrine (* 1990), tunesische Stabhochspringerin
- Brinitzer, Carl (1907–1974), deutscher Buchautor und Journalist

### Brink
- Brink, Aaron (1974–2023), US-amerikanischer Mixed-Martial-Arts-Kämpfer und Pornodarsteller
- Brink, Alexander (* 1970), deutscher Ökonom, Philosoph und Hochschullehrer
- Brink, Alfred (1906–1984), deutscher Fußballspieler
- Brink, Alijda (1911–2002), niederländische Malerin, Bildhauerin und Aquarellistin
- Brink, André (1935–2015), südafrikanischer Schriftsteller
- Brink, Bas van den (* 1982), niederländischer Fußballspieler
- Brink, Bernhard (* 1952), deutscher Schlagersänger und FernsehmoderatorBernhard Brink (* 1952)

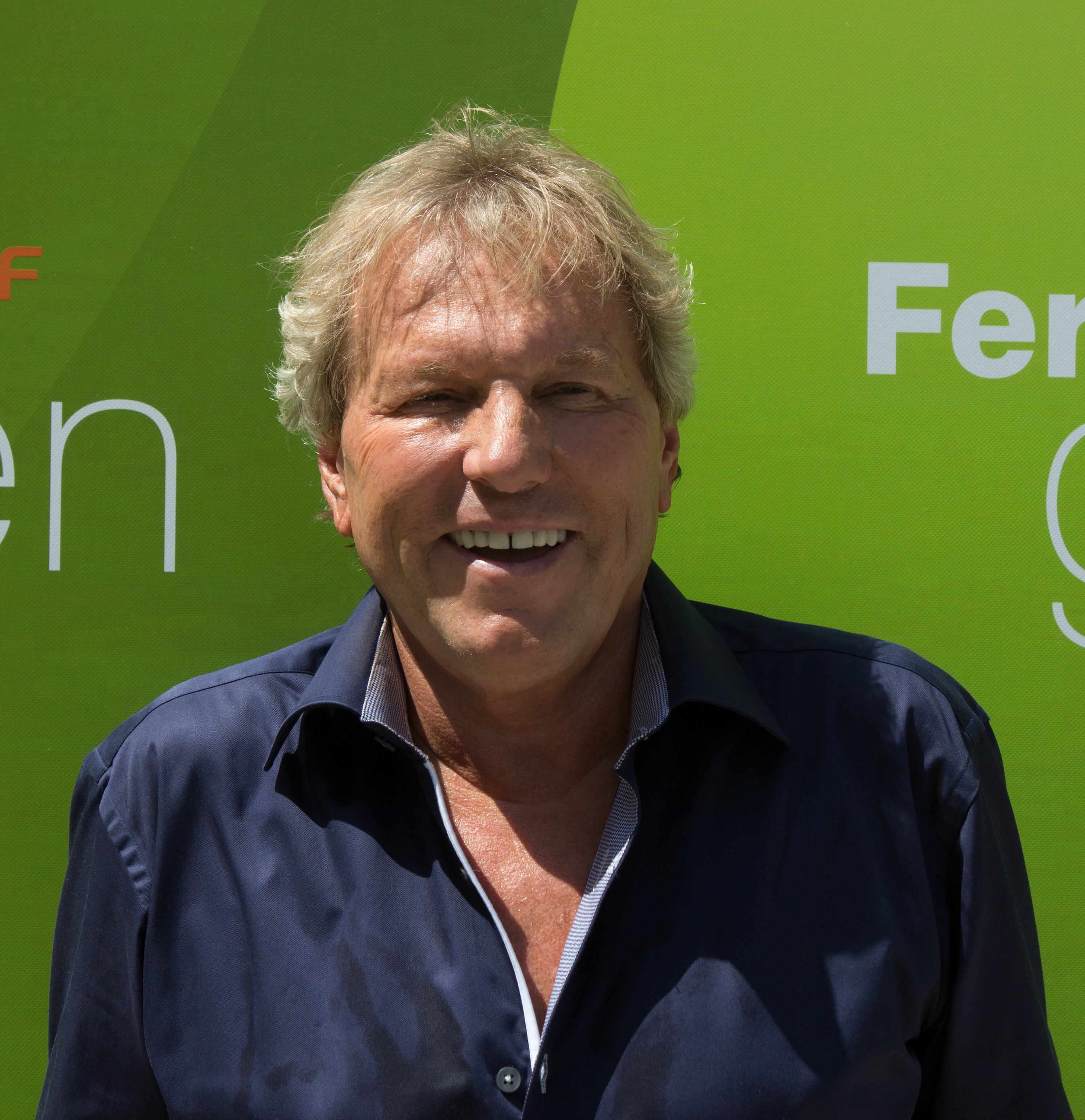
Bernhard Brink (* 1952)

- Brink, Bernhard ten (1841–1892), deutscher Romanist und Hochschullehrer
- Brink, Bert van den (* 1958), niederländischer Jazz-Pianist, Komponist, Musikproduzent und Arrangeur
- Brink, Bridget A., Diplomatin der Vereinigten Staaten
- Brink, Charles Oscar (1907–1994), britischer Klassischer Philologe deutscher Herkunft
- Brink, Cornelia (* 1961), deutsche Historikerin
- Brink, David M. (1930–2021), britischer Physiker
- Brink, Dieter (* 1963), deutscher Komponist, Musikproduzent, Sänger und Sprecher
- Brink, Elga (1905–1985), deutsche Schauspielerin
- Brink, Ernst Paul (1856–1922), Oberbürgermeister von Glauchau
- Brink, Gary J., US-amerikanischer Artdirector und Szenenbildner
- Brink, Hans Maarten van den (* 1956), niederländischer Journalist und Schriftsteller
- Brink, Jan ten (1771–1839), niederländischer klassischer Philologe
- Brink, Jan ten (1834–1901), niederländischer Schriftsteller
- Brink, Jaymio (* 2004), niederländischer Radrennfahrer
- Brink, Jeroen van den (* 1968), niederländischer Physiker
- Brink, Johannes van den (1865–1933), niederländischer Autor, Kaplan, Mitglied des Gemeinderates in Limburg, Priester und antiautoritärer Sozialist
- Brink, Jörgen (* 1974), schwedischer Skilangläufer und Biathlet
- Brink, Jos (1942–2007), niederländischer Schauspieler, Kabarettist, Musicalartist, Musicalproduzent, Kolumnist und Fernsehmoderator
- Brink, Josefin (* 1969), schwedische Politikerin, Mitglied des Riksdag
- Brink, Julius (* 1982), deutscher BeachvolleyballspielerJulius Brink (* 1982)

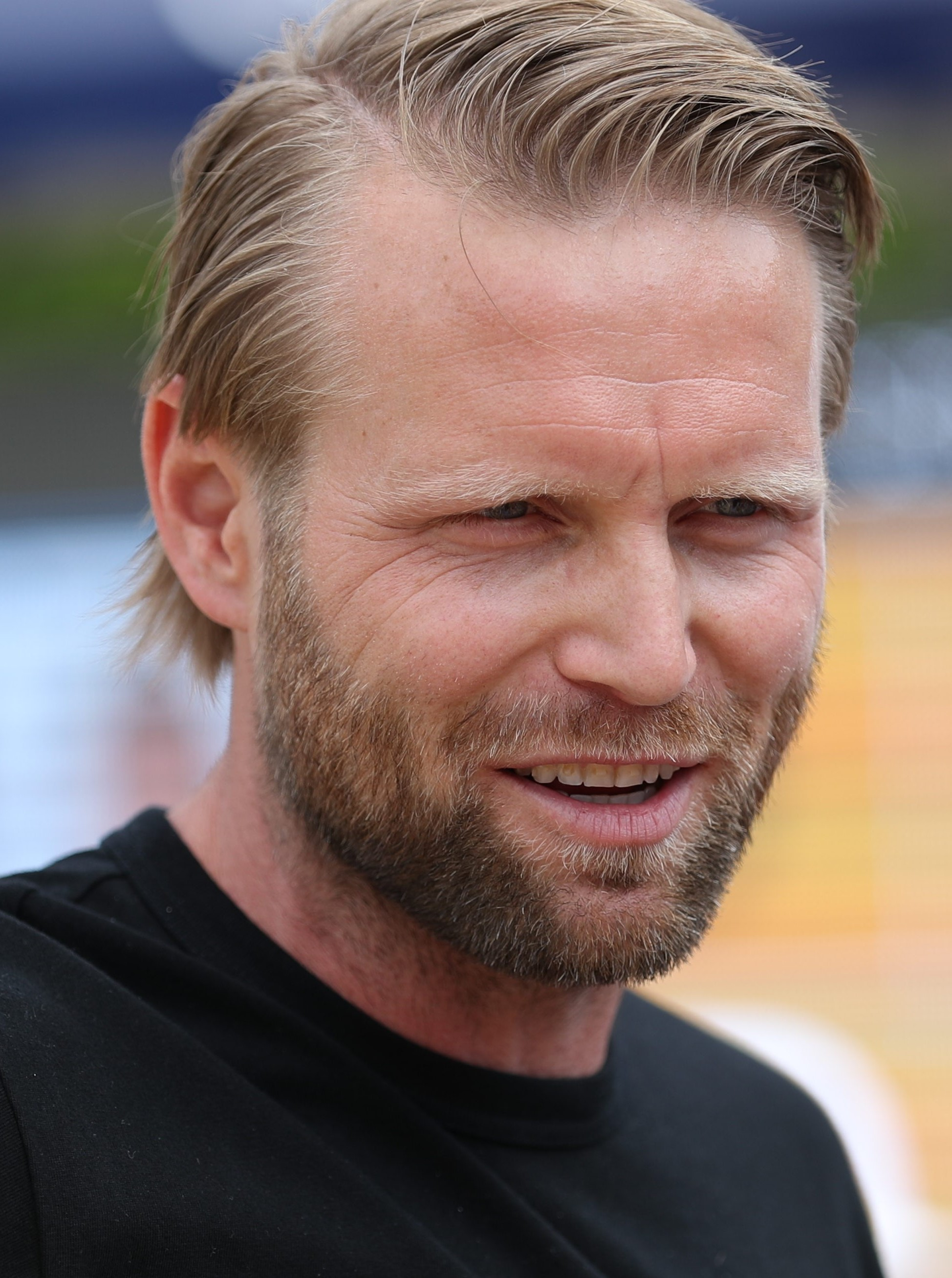
Julius Brink (* 1982)

- Brink, Kai (* 1974), deutscher Handballspieler
- Brink, Karl ten (1827–1897), deutscher Ingenieur, Unternehmer und Erfinder
- Brink, Lars (1943–2022), schwedischer theoretischer Physiker
- Brink, Margot (* 1967), deutsche Romanistin
- Brink, Mele (* 1968), deutsche Illustratorin und Verlegerin
- Brink, Michael (1914–1947), deutscher katholischer Publizist und Mitglied der Widerstandsbewegung gegen das NS-Regime
- Brink, Molly, US-amerikanische Schauspielerin
- Brink, Peter van den (* 1956), niederländischer Kunsthistoriker
- Brink, Ruud (1937–1990), niederländischer Jazz-Tenorsaxophonist und Klarinettist
- Brink, Stefan (* 1966), deutscher Datenschutzexperte
- Brink, Wilhelm (1848–1912), deutscher Politiker
- Brink-Abeler, Rieke (* 1979), deutsche Beachvolleyballspielerin
- Brinkama, Eduard (1927–1978), deutscher Antiquitätenhändler
- Brinkbäumer, Klaus (* 1967), deutscher JournalistKlaus Brinkbäumer (* 1967)

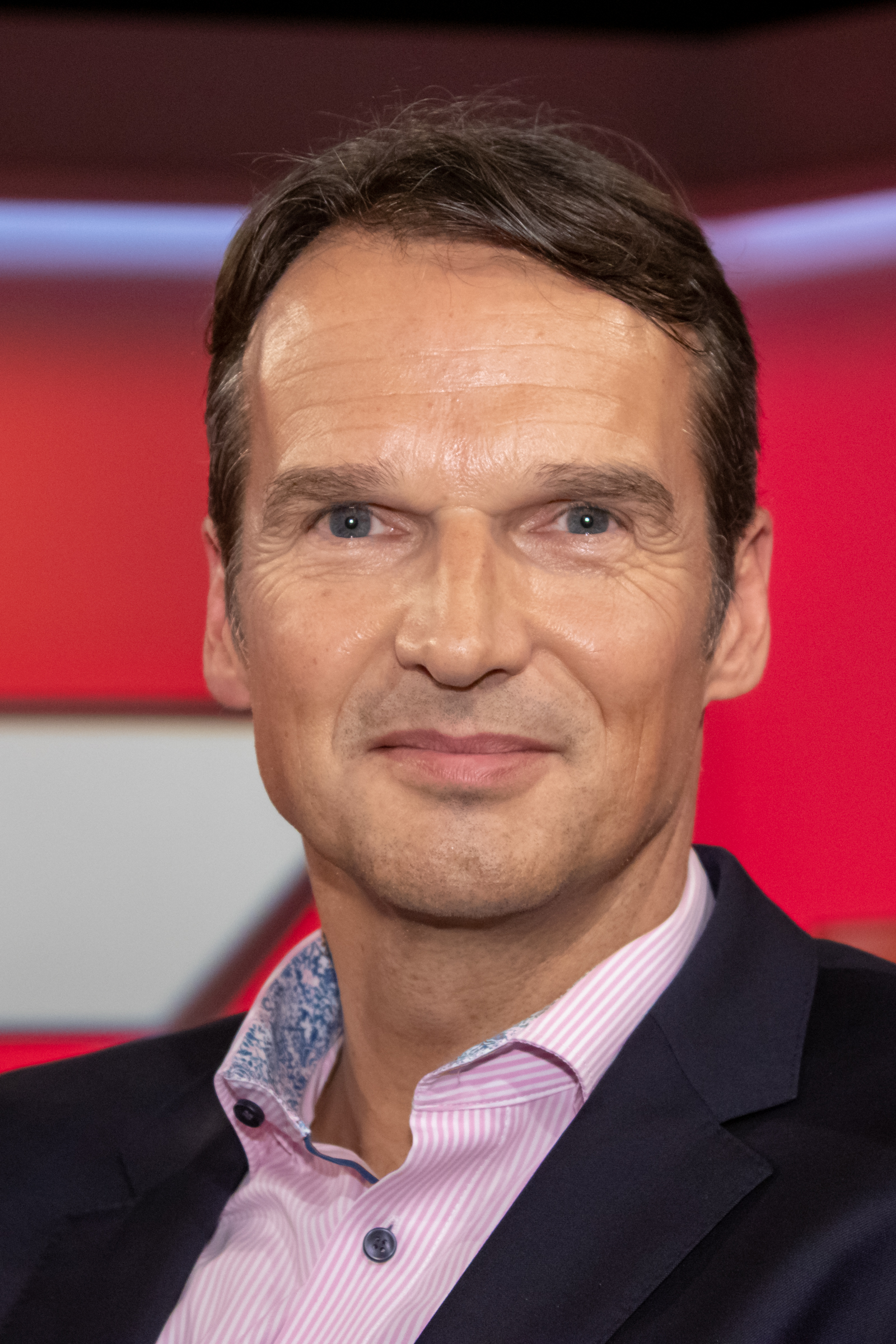
Klaus Brinkbäumer (* 1967)

- Brinkborg, Hannes (* 1978), schwedischer Volleyball- und Beachvolleyballspieler
- Brinke, Hieronymus (1800–1880), österreichischer Dichter und Ortschronist
- Brinke, Marije ten (* 2004), niederländische Volleyballspielerin
- Brinkel, Karl (1913–1965), deutscher Theologe
- Brinkel, Wolfgang (* 1946), deutscher Sozialarbeiter und Publizist
- Brinken, Julius von den (1789–1846), deutscher Forstwissenschaftler und polnischer Generalforstmeister
- Brinker, Anja (* 1991), deutsche Kunstturnerin
- Brinker, Engelbert (1883–1944), deutscher Widerstandskämpfer
- Brinker, Helmut (1939–2012), deutsch-schweizerischer Kunsthistoriker und Sinologe
- Brinker, Klaus (1938–2006), deutscher Germanist und Linguist
- Brinker, Kristin (* 1972), deutsche Politikerin (AfD)Kristin Brinker (* 1972)

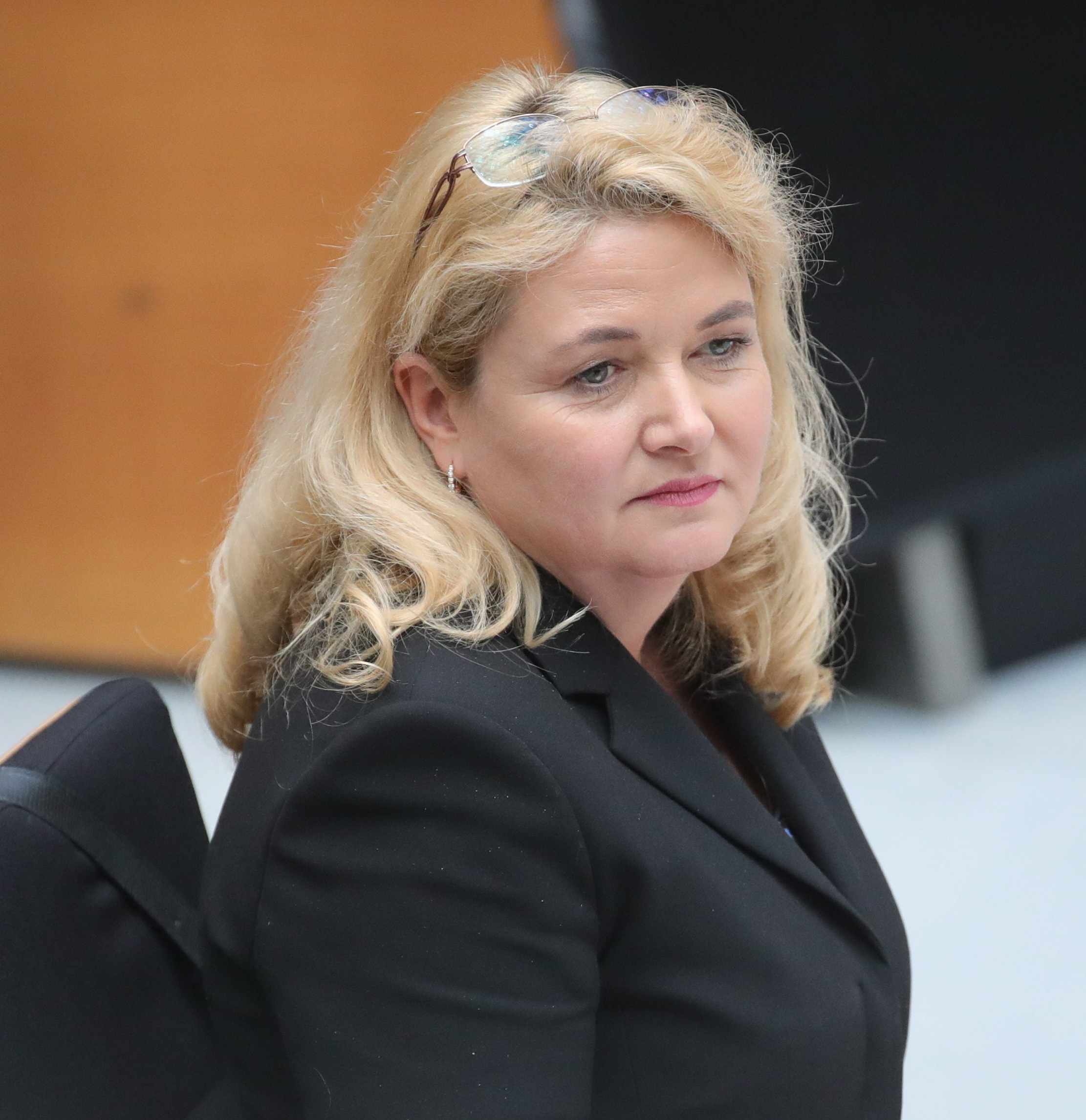
Kristin Brinker (* 1972)

- Brinker, Werner (* 1952), deutscher Manager, Vorstandsvorsitzender der EWE AG
- Brinker-Gabler, Gisela (1944–2019), deutsche Literaturwissenschaftlerin, Herausgeberin
- Brinker-Meyendriesch, Elfriede (* 1953), deutsche Hochschuldidaktikerin und Berufspädagogin
- Brinker-von der Heyde, Claudia (* 1950), Schweizer Literaturwissenschafterin und Hochschullehrerin
- Brinkerhoff, Corinne (* 1979), US-amerikanische Drehbuchautorin und Filmproduzentin
- Brinkerhoff, Henry R. (1787–1844), US-amerikanischer Politiker (Demokratische Partei)
- Brinkerhoff, Jacob (1810–1880), US-amerikanischer Jurist und Politiker
- Brinkert, Bernhard (1930–2015), deutscher Politiker (CDU), MdL
- Brinkert, Peter (1936–2014), deutscher Architekt
- Brinkhaus, Margot (1929–2021), deutsche Handweberin und Textilkünstlerin
- Brinkhaus, Ralph (* 1968), deutscher Politiker (CDU), MdB
- Brinkhoff, Fritz (1848–1927), deutscher Braumeister
- Brinkhoff, Lennert (* 1984), deutscher Sportmoderator
- Brinkhoff, Wilhelm (* 1839), deutscher Räuber
- Brinkhoff, Wilhelmina (* 1952), niederländische Radrennfahrerin
- Brinkhorst, Laurens (* 1937), niederländischer Politiker (D’66)
- Brinkhorst, Laurentien (* 1966), niederländische Adelige, Ehefrau von Prinz Constantijn von Oranien-NassauLaurentien Brinkhorst (* 1966)

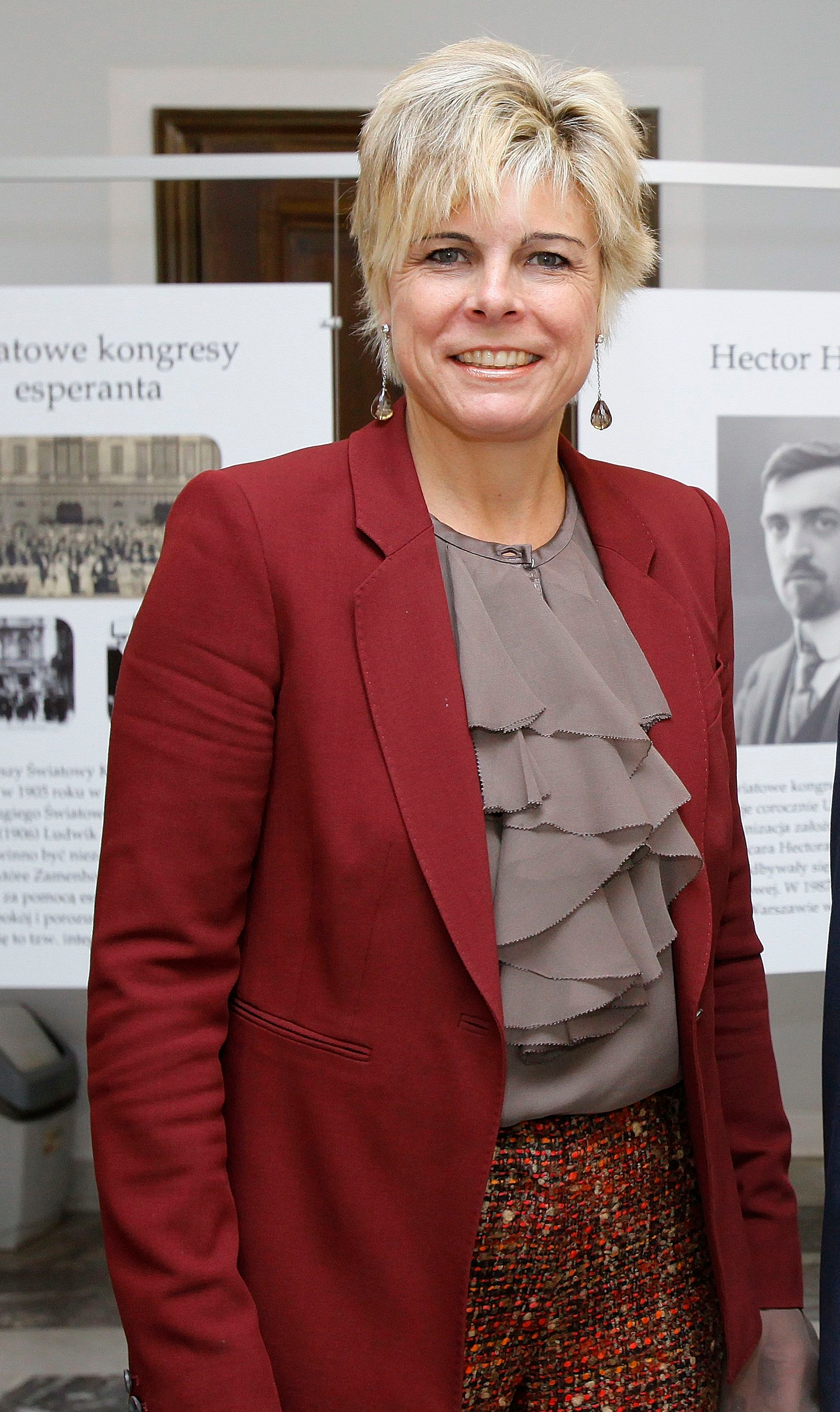
Laurentien Brinkhorst (* 1966)

- Brinkhues, Josef (1913–1995), deutscher Geistlicher, Bischof der Altkatholischen Kirche in Deutschland
- Brinkhuijsen, Johanna, niederländische Schauspielerin
- Brinkhus, Gerd (* 1943), deutscher Germanist und Bibliothekar
- Brinkies, Johannes (* 1993), deutscher Fußballspieler
- Brinkley, Alan (1949–2019), US-amerikanischer Historiker
- Brinkley, Brian (* 1953), britischer Schwimmer
- Brinkley, Christie (* 1954), US-amerikanisches Fotomodell sowie Schauspielerin, Designerin und AktivistinChristie Brinkley (* 1954)

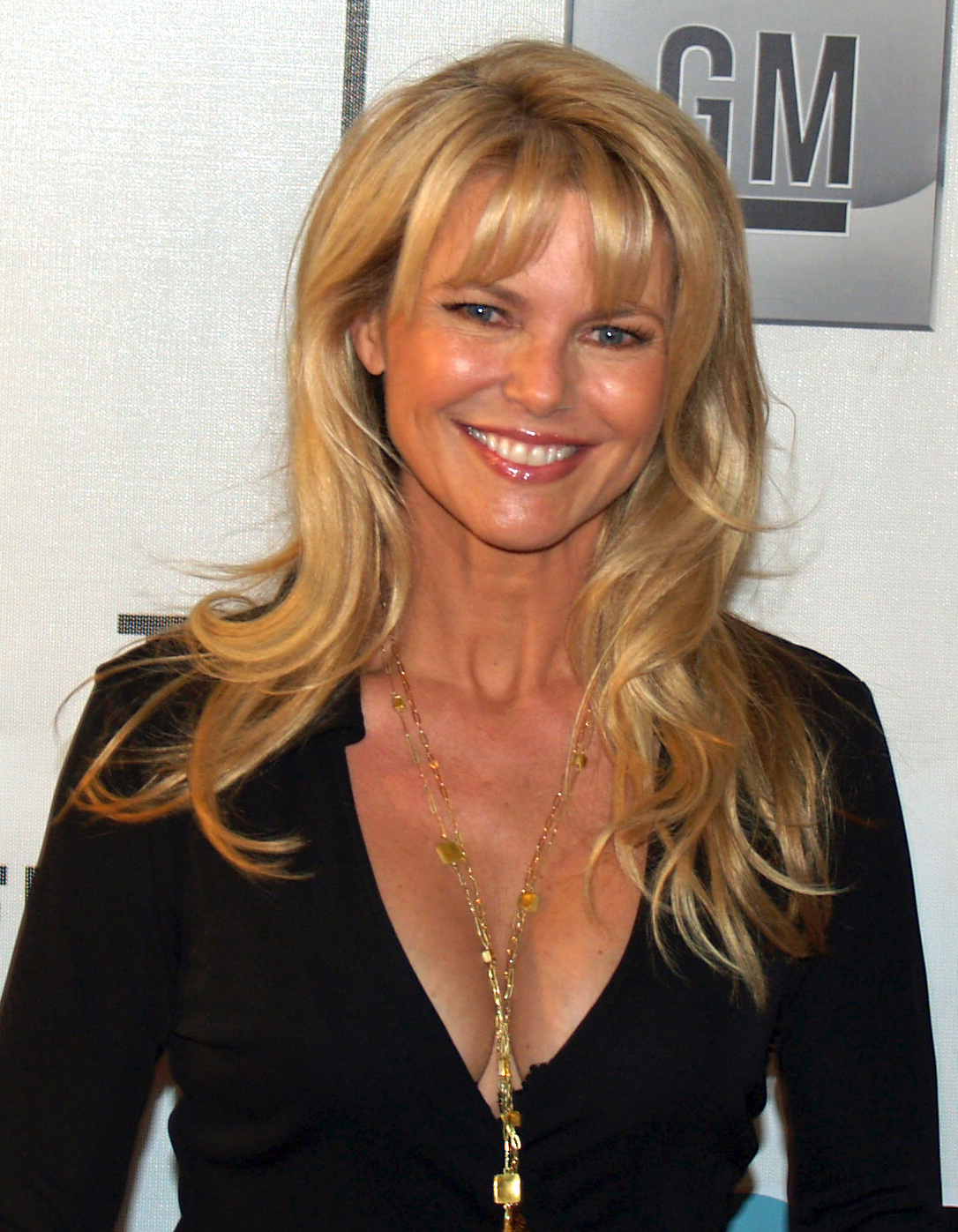
Christie Brinkley (* 1954)

- Brinkley, David (1920–2003), US-amerikanischer Journalist
- Brinkley, Francis (1841–1912), irischer Verleger, aktiv in Japan
- Brinkley, Jack Thomas (1930–2019), US-amerikanischer Politiker
- Brinkley, John († 1835), britischer Astronom und Geistlicher
- Brinkley, John R. (1885–1942), US-amerikanischer Quacksalber
- Brinkley, Kent (1949–2010), US-amerikanischer Jazzmusiker (Kontrabass)
- Brinkley, Michael (* 1992), US-amerikanischer Volleyballspieler
- Brinkley, Ritch (1944–2015), US-amerikanischer Schauspieler
- Brinkley, William (1917–1993), US-amerikanischer Schriftsteller und Journalist
- Brinkman, Elco (* 1948), niederländischer Politiker
- Brinkman, Erna (* 1972), niederländische Volleyballspielerin
- Brinkman, Eva (1896–1977), deutsche Bildhauerin und Zeichnerin
- Brinkman, Hero (* 1964), niederländischer Politiker (PVV) und Polizist
- Brinkman, Jacques (* 1966), niederländischer Hockeyspieler
- Brinkman, Johannes (1902–1949), niederländischer Architekt
- Brinkman, Nienke (* 1993), niederländische Langstreckenläuferin
- Brinkman, Thierry (* 1995), niederländischer Hockeyspieler
- Brinkmann Parareda, Enrique (* 1938), spanischer Maler
- Brinkmann, Adolf (1854–1923), deutscher Heimatforscher
- Brinkmann, Albert (1916–2005), deutscher Politiker (CDU), MdL
- Brinkmann, Alke (* 1967), deutsche Malerin
- Brinkmann, Aloys (1898–1986), deutscher Forstmann und Naturschützer
- Brinkmann, Alwin (* 1946), deutscher Politiker (SPD), ehemaliger MdL, ehemaliger Oberbürgermeister der Stadt Emden
- Brinkmann, Andreas (* 1960), deutscher Fußballspieler
- Brinkmann, Angelinus (1683–1758), deutscher Franziskaner und aszetischer Schriftsteller
- Brinkmann, Anika (* 1986), deutsche Volleyballspielerin
- Brinkmann, Ansgar (* 1969), deutscher FußballspielerAnsgar Brinkmann (* 1969)

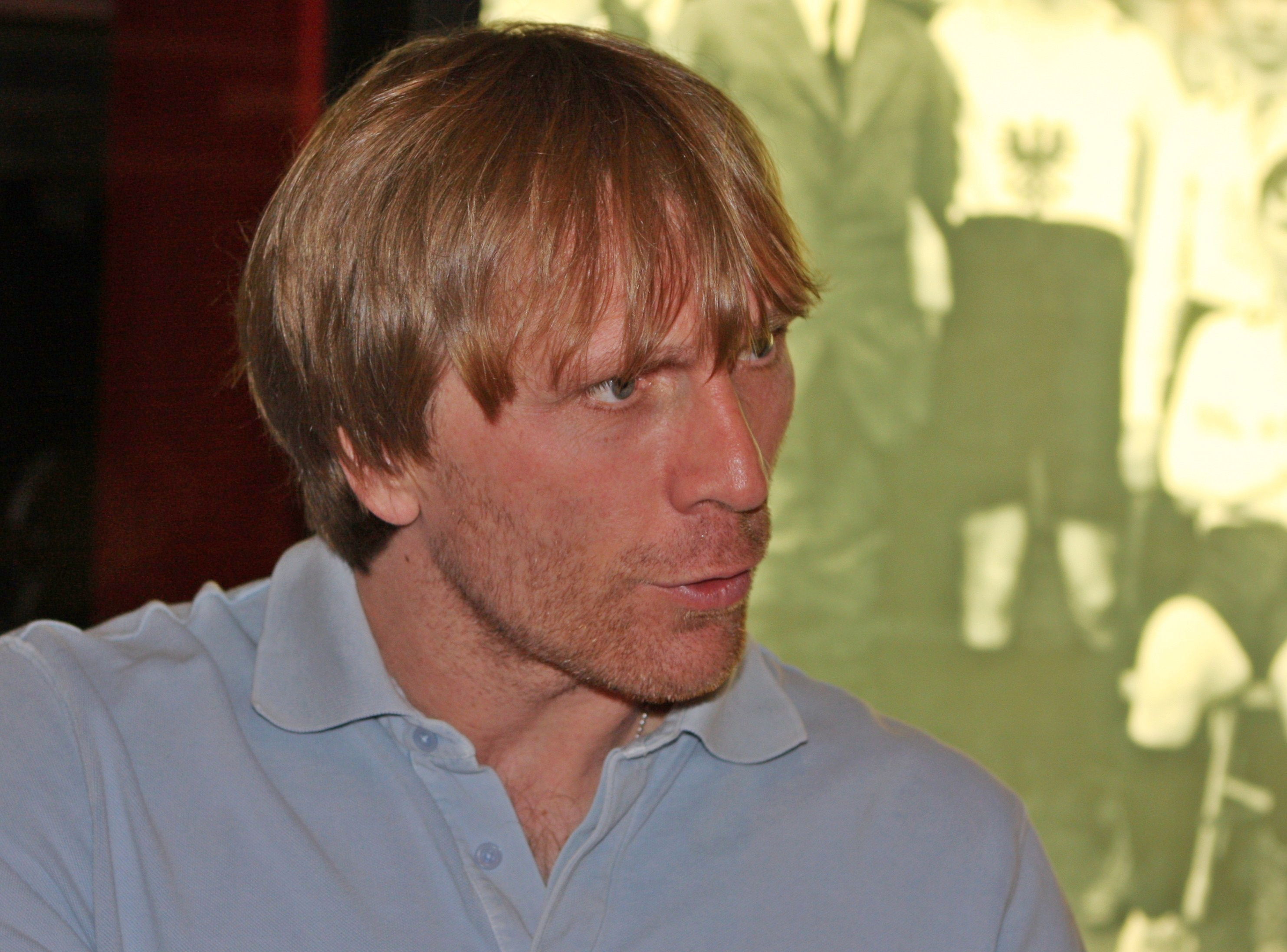
Ansgar Brinkmann (* 1969)

- Brinkmann, Armin (* 1948), deutscher neuapostolischer Geistlicher, Kirchenpräsident von Nordrhein-Westfalen
- Brinkmann, August (1863–1923), deutscher Klassischer Philologe
- Brinkmann, Bastian (* 1988), deutscher Journalist
- Brinkmann, Bernd (* 1939), deutscher Rechtsmediziner
- Brinkmann, Bernhard (1952–2022), deutscher Politiker (SPD), MdB
- Brinkmann, Carl (1885–1954), deutscher Soziologe und Volkswirt
- Brinkmann, Caroline (* 1989), deutsche Schriftstellerin
- Brinkmann, Christiane (* 1962), deutsche Leichtathletin
- Brinkmann, Daniel (* 1986), deutscher Fußballspieler
- Brinkmann, Dennis (* 1978), deutscher Fußballspieler und -trainer
- Brinkmann, Dirk (* 1964), deutscher Hockeyspieler
- Brinkmann, Donald (1909–1963), Schweizer Psychologe und Philosoph
- Brinkmann, Edgar (* 1896), deutscher Verleger
- Brinkmann, Erika (* 1952), deutsche Grundschulpädagogin und Schriftsprachdidaktikerin
- Brinkmann, Ernst (1887–1968), deutscher Archivar und drei Jahrzehnte Leiter des Stadtarchivs Mühlhausen
- Brinkmann, Ernst-Günter (* 1943), deutscher Politiker (SPD), MdL
- Brinkmann, Frank Thomas (* 1961), deutscher evangelischer Theologe und Hochschullehrer
- Brinkmann, Friedrich (1879–1945), deutscher Architekt
- Brinkmann, Friedrich (1905–1980), deutscher Schuhmacher und Ortsheimatpfleger
- Brinkmann, Friedrich Wilhelm (1920–1994), deutscher Textilfabrikant
- Brinkmann, Friedrich-Georg (1898–1975), deutscher Politiker (NSDAP, FDP), MdL
- Brinkmann, Georg Anton (1796–1856), deutscher Geistlicher, Weihbischof im Bistum Münster
- Brinkmann, Georg Basilius (1662–1735), deutscher lutherischer Theologe
- Brinkmann, Gerhard (1913–1990), deutscher Grafiker und Karikaturist
- Brinkmann, Gerhard (1935–2015), deutscher Ökonom und Hochschullehrer
- Brinkmann, Hannah (* 1990), deutsche Grafikerin, Autorin und Comic-Zeichnerin
- Brinkmann, Hanne (1895–1984), deutsche Schauspielerin
- Brinkmann, Hans (* 1956), deutscher Schriftsteller
- Brinkmann, Heiner (* 1931), deutscher Sportwissenschaftler, Hochschullehrer
- Brinkmann, Heinrich Wilhelm (1898–1989), US-amerikanischer Mathematiker
- Brinkmann, Heinz (1948–2019), deutscher Regisseur von Dokumentarfilmen
- Brinkmann, Helmuth (1895–1983), deutscher Vizeadmiral im Zweiten Weltkrieg
- Brinkmann, Hennig (1901–2000), deutscher klassischer Philologe
- Brinkmann, Hilmar (1939–1965), deutscher Feinmechaniker, Todesopfer an der innerdeutschen Grenze
- Brinkmann, Joachim (1928–2015), deutscher Synchronautor, Synchronregisseur, Dramaturg und Theaterregisseur
- Brinkmann, Joachim (1934–2022), deutscher Politiker (CDU)
- Brinkmann, Johann Heinrich (1794–1848), deutscher Orgelbauer
- Brinkmann, Johannes (1887–1973), deutscher Mediziner und Hochschullehrer
- Brinkmann, Johannes (* 1950), deutscher Ethiker und Hochschullehrer
- Brinkmann, Johannes Bernhard (1813–1889), deutscher römisch-katholischer Theologe und Bischof von Münster
- Brinkmann, Jörg (* 1976), deutscher Cellist und Komponist (Jazz)
- Brinkmann, Josef (1904–1974), deutscher Schmied, Amateurornithologe und Vogelfotograf
- Brinkmann, Jürgen (1934–1997), deutscher Schriftsteller
- Brinkmann, Karl (1854–1901), deutscher Rechtsanwalt und Bürgermeister
- Brinkmann, Karla (* 2006), deutsche Fußballspielerin
- Brinkmann, Käthe (1908–2000), deutsche Sopranistin
- Brinkmann, Kay (* 1961), deutscher Offizier, Brigadegeneral
- Brinkmann, Ludwig (1826–1894), Landtagsabgeordneter Waldeck
- Brinkmann, Luise (* 1985), deutsche Drehbuchautorin und Regisseurin
- Brinkmann, Lutz (* 1975), deutscher Politiker (CDU), Bundestagsabgeordneter
- Brinkmann, Malte (* 1966), deutscher Pädagoge und Professor für Allgemeine Erziehungswissenschaft an der Humboldt-Universität zu Berlin
- Brinkmann, Markus (* 1961), deutscher Politiker (SPD), MdL
- Brinkmann, Martin (* 1976), deutscher Autor, Kritiker und Herausgeber
- Brinkmann, Matthias (1879–1969), deutscher Lehrer, Biologe und besonders Ornithologe
- Brinkmann, Melanie (* 1974), deutsche VirologinMelanie Brinkmann (* 1974)

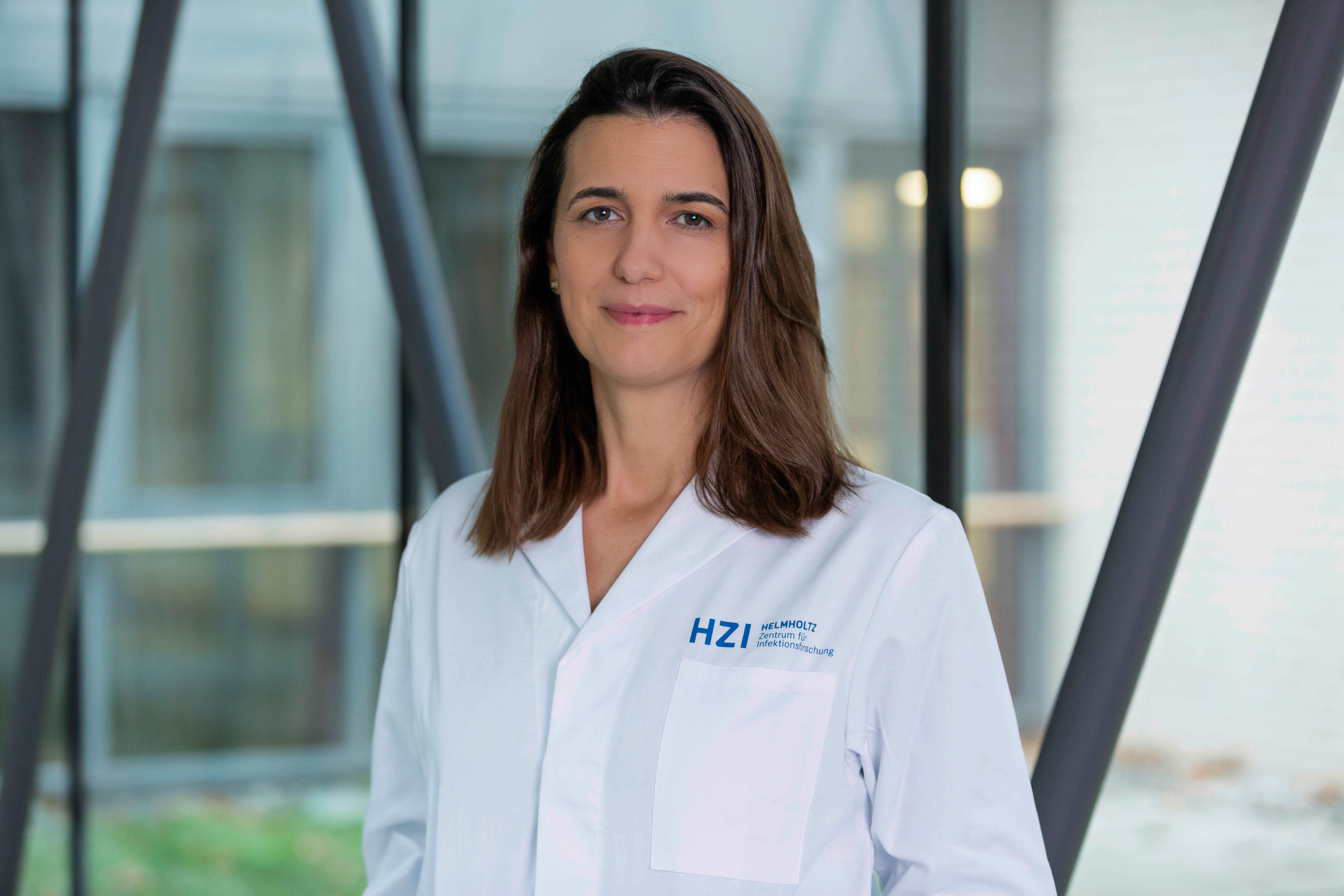
Melanie Brinkmann (* 1974)

- Brinkmann, Moritz (* 1972), deutscher Rechtswissenschaftler und Hochschullehrer
- Brinkmann, Norbert (1912–1997), deutscher Politiker (CDU), MdL, Minister
- Brinkmann, Norbert (* 1952), deutscher Fußballspieler
- Brinkmann, Oswald (1930–2017), deutscher Politiker (SPD), MdBB
- Brinkmann, Otto (1910–1985), deutscher KZ-Aufseher
- Brinkmann, Patrik (* 1966), deutsch-schwedischer Unternehmer und Politiker (pro Deutschland)
- Brinkmann, Peter (* 1945), deutscher Journalist
- Brinkmann, Petra (* 1942), deutsche Politikerin (SPD), MdHB
- Brinkmann, Rainer (* 1958), deutscher Politiker (SPD), MdB
- Brinkmann, Rainer (* 1958), deutscher Vizeadmiral
- Brinkmann, Rainer O., deutscher Schauspieler, Leiter der Jungen Staatsoper an der Staatsoper Unter den Linden
- Brinkmann, Ralf-Peter (* 1960), deutscher Tonmeister und Musikregisseur für Fernsehen und Hörfunk
- Brinkmann, Reinhold (1934–2010), deutscher Musikwissenschaftler
- Brinkmann, Richard (1921–2002), deutscher Germanist
- Brinkmann, Robert (* 1961), deutscher Kameramann
- Brinkmann, Roland (1898–1995), deutscher Geologe
- Brinkmann, Rolf Dieter (1940–1975), deutscher Lyriker und ErzählerRolf Dieter Brinkmann (1940–1975)

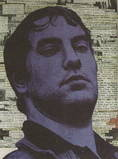
Rolf Dieter Brinkmann (1940–1975)

- Brinkmann, Rudolf (1873–1927), deutscher Opernsänger (Bariton)
- Brinkmann, Rudolf (* 1893), deutscher Nationalökonom und Staatssekretär im Nationalsozialismus
- Brinkmann, Rudolph (1789–1878), deutscher Zivilrechtler, Hochschullehrer und Oberappellationsgerichtsrat
- Brinkmann, Ruth (1934–1997), US-amerikanische Schauspielerin
- Brinkmann, Sigrid (* 1942), deutsche Steuerberaterin und Politikerin (CDU), MdHB
- Brinkmann, Stefan (* 1975), deutscher Lyriker
- Brinkmann, Steffen (* 1994), deutscher Filmkomponist
- Brinkmann, Theodor (1877–1951), deutscher Agrarwissenschaftler
- Brinkmann, Thomas (* 1959), deutscher Techno-Musiker, DJ und Plattenlabelbetreiber
- Brinkmann, Thomas (* 1968), deutscher Hockeyspieler
- Brinkmann, Thorsten (* 1971), deutscher Künstler
- Brinkmann, Till (* 1995), deutscher Fußballtorwart
- Brinkmann, Torben (* 1991), deutscher Schauspieler
- Brinkmann, Ulrich (1942–2000), deutscher Politiker (SPD), MdL
- Brinkmann, Ulrich (* 1967), deutscher Sozialwissenschaftler und Hochschullehrer
- Brinkmann, Uwe (* 1977), deutscher Beamter und Bürgermeister der Stadt Bad Schwartau
- Brinkmann, Vinzenz (* 1958), deutscher Klassischer Archäologe
- Brinkmann, Werner (* 1946), deutscher Jurist, Vorstand der Stiftung Warentest
- Brinkmann, Wilhelm (1910–1991), deutscher Feldhandballspieler
- Brinkmann, Wilhelm J. (1947–2025), deutscher Pädagoge und Professor für Pädagogik
- Brinkmann, Woldemar (1890–1959), deutscher Architekt und Innenarchitekt
- Brinkmann, Wolfgang (* 1944), deutscher Politiker (SPD), Präsident DSC Arminia Bielefeld, Geschäftsführer Stadtwerke Bielefeld
- Brinkmann, Wolfgang (* 1950), deutscher Springreiter und Unternehmer
- Brinkmann, Yves (* 1992), deutscher Fußballspieler
- Brinkmann-Brose, Elfriede (1887–1970), deutsche Malerin
- Brinkmeier, Horst (* 1943), deutscher Boxer
- Brinkmeier, Michael (* 1968), deutscher Politiker (CDU), MdL
- Brinkmeier, Therese (1903–1944), deutsches NS-Opfer
- Brinkrolf, Hans-Georg (1956–2024), deutscher Fußballspieler
- Brinks, John Dieter (* 1943), deutscher Autor und Verleger
- Brinkschröder, Josefthomas (1909–1992), deutscher Maler und Bildhauer
- Brinkschulte, Eva (* 1954), deutsche Medizinhistorikerin und Medizinethikerin
- Brinkschulte, Franz (1897–1970), deutscher Politiker der NSDAP
- Brinksma, Hendrik (* 1957), niederländischer Informatiker und Universitätspräsident
- Brinksmeier, Dankwart (* 1956), deutscher evangelischer Pfarrer und Politiker (SDP, SPD), MdV
- Brinksmeier, Ekkard (* 1952), deutscher Ingenieur
- Brinktrine, Johannes (1889–1965), deutscher Theologe
- Brinktrine, Ralf (* 1962), deutscher Rechtswissenschaftler und Hochschullehrer

### Brinl
- Brinley, D. Putnam (1879–1963), US-amerikanischer Maler und Wandmaler

### Brinn
- Brinnich, Franz (1879–1962), österreichischer Politiker (CS), Abgeordneter zum Nationalrat
- Brinnin, John Malcolm (1916–1998), kanadisch-amerikanischer Schriftsteller

### Brino
- Brino, Lorenzo (1998–2020), amerikanischer Schauspieler
- Brino, Nikolas (* 1998), amerikanischer Schauspieler
- Brinon, Fernand de (1885–1947), französischer Politiker und JournalistFernand de Brinon (1885–1947)

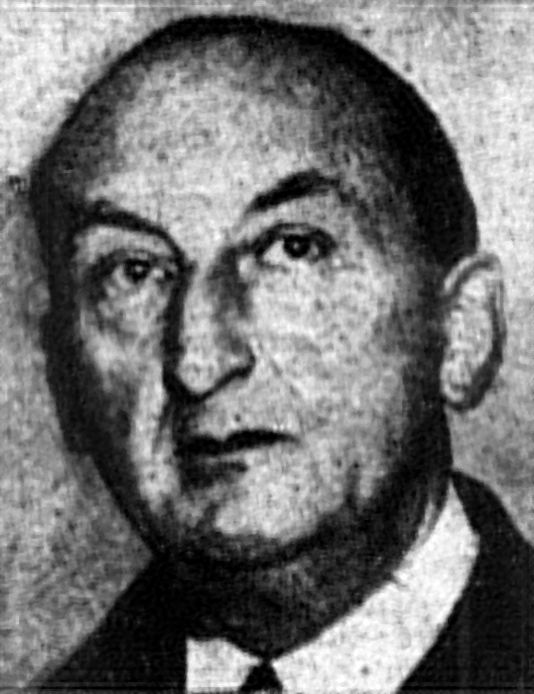
Fernand de Brinon (1885–1947)

### Brins
- Brinsa, Reiner (* 1952), deutscher Fußballspieler und -trainer
- Brinsa, Ulrich (* 1938), deutscher Politiker (CDU)
- Brinsi, Zakaria (* 1983), marokkanischer Fußballschiedsrichterassistent
- Brinsmead, Duncan (* 1960), kanadischer Musiker und Softwareentwickler
- Brinsmead, Horace (1883–1934), Beamter für zivile Luftfahrt in Australien
- Brinsmead, John (1814–1908), britischer Klavierbauer
- Brinson, Charmian (* 1943), britische Germanistin
- Brinson, Samuel M. (1870–1922), US-amerikanischer Politiker
- Brinster, Ralph L. (* 1932), US-amerikanischer Veterinärmediziner und Genetiker

### Brint
- Brinton, Crane (1898–1968), US-amerikanischer Historiker
- Brinton, Daniel Garrison (1837–1899), US-amerikanischer Archäologe und Ethnologe
- Brinton, Ralph (1895–1975), britischer Filmarchitekt
- Brinton, Sal, Baroness Brinton (* 1955), britische Politikerin (Liberal Democrats)
- Brinton, Thomas († 1389), englischer Geistlicher und Politiker, Bischof von Rochester
- Brinton, Timothy (1929–2009), britischer Nachrichtensprecher und Politiker, Mitglied des House of Commons
- Brintrup, Georg (* 1950), deutscher Filmemacher
- Brintzinger, Hans-Herbert (1935–2019), deutscher Chemiker
- Brintzinger, Herbert Otto (1898–1969), deutscher Chemiker
- Brintzinger, Klaus-Rainer (* 1961), deutscher Bibliothekar

### Brinv
- Brinvilliers, Marie-Madeleine de (1630–1676), französische GiftmörderinMarie-Madeleine de Brinvilliers (1630–1676)

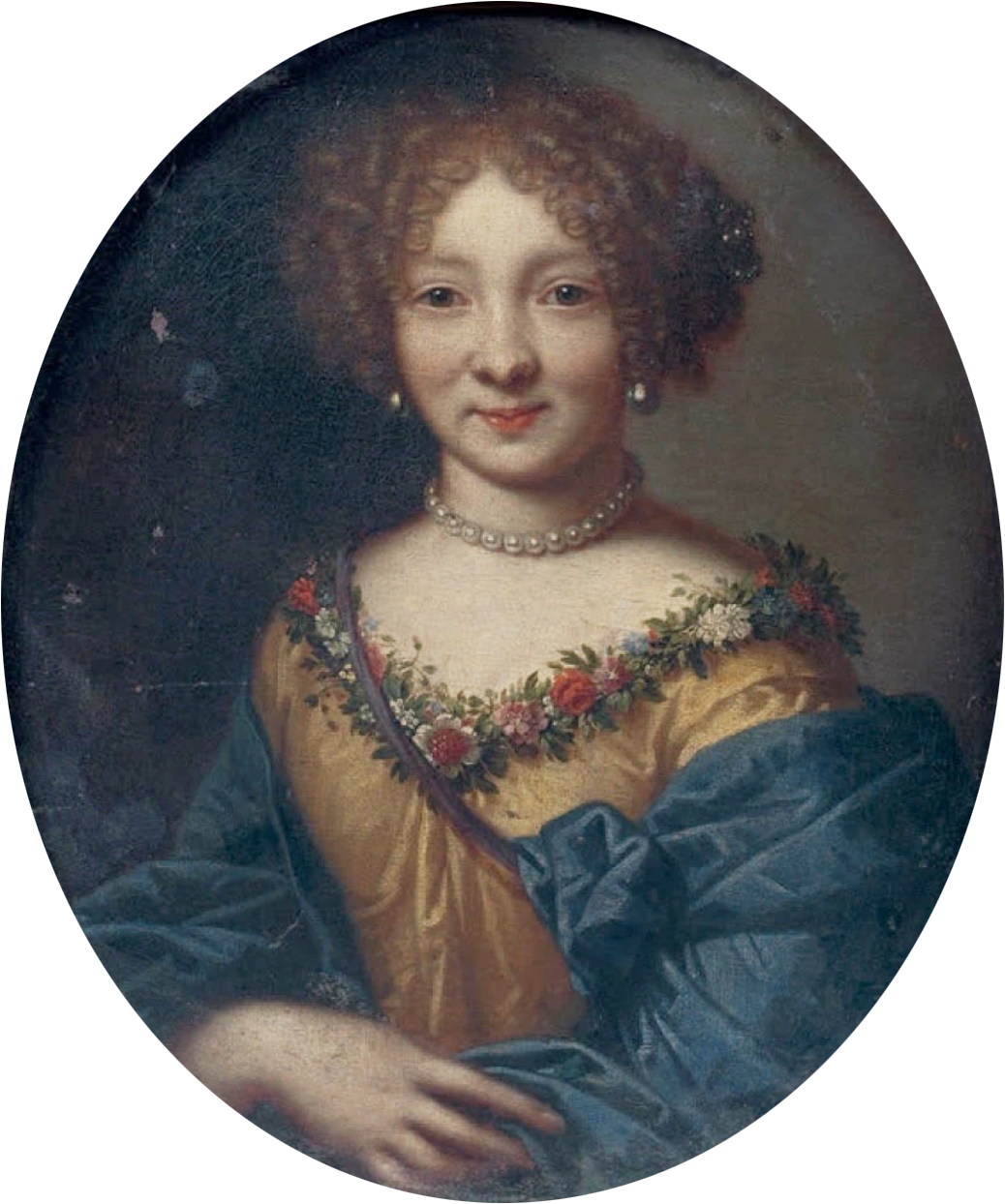
Marie-Madeleine de Brinvilliers (1630–1676)

### Brinx
- Brinx, Thomas (* 1963), deutscher Autor für Film, Buch, Theater

### Brinz
- Brinz, Alois von (1820–1887), deutscher Rechtswissenschaftler und Politiker
- Brinz, Arnold (1863–1925), deutscher Verwaltungsjurist und Bezirksoberamtmann in Ansbach
- Brinzinger, Albert (1845–1918), deutscher Baumeister und Unternehmer, Förderer der Neckarschifffahrt
- Brinzoni, Ricardo (1945–2005), argentinischer Militär und Politiker